# 巴頓 (澳大利亞國會選區)
巴頓選區（英語：Division of Barton），是澳大利亞新南威爾斯州的下議院選區，位於州府悉尼西南、植物灣西北岸，面積44平方公里。
選區始於1922年，因第一任總理埃德蒙·巴頓而得名。早期是工黨和右翼政黨競爭的選區，近年成為工黨的安全選區。2010年大選，自1996年獲選為當區議員的羅伯特·麥克利蘭成功連任。